# Marcellusteatern
Marcellusteatern (italienska Teatro di Marcello) är en antik teater i Rom, belägen mellan Capitolium och Tibern.
Marcellusteatern påbörjades av Julius Caesar och fullbordades av Augustus år 17 f.Kr. Den fick sitt namn efter den senares systerson och tilltänkte arvtagare Marcellus, som hade avlidit år 23 f.Kr., blott 19 år gammal. 
Scenbyggnaden, som låg mot Tibern, är försvunnen, men en stor del av åskådarsidans halvcirkelformade exteriör har bevarats. Innanför arkaderna i två våningar fanns trappor upp till åskådarplatserna, som rymde cirka 15 000 personer. Fasaden smyckas av doriska respektive joniska halvkolonner, ställda mot murpelarna som bär arkadbågarna. Det finns spår av en tredje våning, som varit sluten och smyckad med korintiska pilastrar.
Som så många andra stora ruiner, blev Marcellusteatern under medeltiden ett fäste för en av de mäktiga romerska adelsfamiljerna, i detta fall familjen Savelli. Den nuvarande översta våningen uppfördes av Baldassare Peruzzi för familjen Caetani 1523–1527. 
Arkaderna under palatset var sedan medeltiden igensatta och bebodda; ännu i början av 1900-talet hade hantverkare och affärsidkare sina lokaler här. De frilades mellan 1926 och 1932, när man grävde ned till den ursprungliga gatunivån; vittringszonen på pelarna i den nedre våningen visar den tidigare marknivån. Travertinen i fasaden är överallt kraftigt vittrad, och på nordsidan rekonstruerades ett fasadparti i brun tuffsten. 